# 선도옹 동굴
선도옹 동굴(베트남어: Hang Sơn  Đoòng / 山洞) 은 베트남 꽝빈성 보짝현에 위치해 있다. 세계 최대의 천연 동굴로 길이는 9 km, 높이는 200m , 넓이는 150m이다. 이곳은 퐁냐께방 국립공원으로 지정되어 있으며, 하노이 남쪽으로 450 km 떨어진 곳에 위치한 동굴이다. (Hang은 베트남어로 동굴이라는 의미)
라오스-베트남 국경 근처에 위치한 선도옹 동굴은 내부로 빠르게 흐르는 지하강과 세계에서 가장 큰 동굴의 단면을 가지고 있는데, 2009년 기준으로, 두번째로 가장 넓은 통로를 가진 동굴의 두 배라고 여겨진다. 부피로 볼 때 세계에서 가장 큰 동굴 통로다. 용해성 동굴로서 용해성 석회암으로 형성되었으며, 200만~500만년 된 것으로 추정된다.

## 발견
선도옹 동굴은 1991년 호카인이라는 현지인에 의해 발견되었다. 가파른 내리막길뿐 아니라 입구를 통해 들려오는 동굴 속 냇물의 휘파람 소리와 굉음은 현지인들의 동굴 출입을 막고 있었다.
2009년 4월 10일부터 14일까지 영국동굴연구회 소속의 동굴탐사단이 베트남 현지와 합동탐사팀을 구성하여 퐁냐께방에서 설문조사를 실시한 후 비로소 이 동굴이 국제적으로 알려지게 되었다. 그들의 진전은 베트남 만리장성이라고 이름 붙여진 60미터 높이의 유석 코팅벽에 의해 중단되었다. 2010년에 그 그룹이 동굴 통로의 끝에 도달했을 때 횡단이 완료되었다.

## 설명
하워드 림버트에 의하면 선도옹 동굴의 주요 통로는 탄소성/페르미아 석회암으로 형성된 부피 38.4×106 입방 미터로 세계에서 가장 큰 동굴 통로로 알려져 있다. 길이는 5km 이상, 높이는 200m, 폭은 150m 이상이다. 선도옹 동굴의 단면은 두번째로 가장 큰 말레이시아 사슴 동굴에 있는 통로의 두 배인 것으로 여겨진다. 이 동굴은 약 9km를 뻗어 있으며 동굴의 천장이 무너진 지역인 2개의 큰 돌리네로 뚫려 있다. 돌리네는 햇빛이 동굴의 부분으로 들어오게 하여 나무뿐만 아니라 다른 초목들도 자라게 한다.
2019년 중반에 이르러 이 동굴은 지하강과 퉁 동굴이라는 근처의 동굴과 연결되어 있다는 것이 확실해졌다. 이것은 동굴의 유효 부피를 160만 입방미터 이상 증가시켰다.
이 동굴에는 세계에서 가장 높은 것으로 알려진 70m 높이의 석순들이 있다. 베트남 만리장성 뒤편에서는 야구공만한 동굴 진주가 비정상적인 크기로 발견되었다.
이 곳의 내부 규모는 너무 커서 마천루를 포함한 뉴욕 블록 전체에 들어갈 수 있고, 날개만 없다면 보잉 747기도 위험하지 않게 편안하게 날아갈 수 있다.

## 기타
앨런 워커는 2019년 12월 27일 〈Alone Pt. II〉라는 뮤직비디오를 발표했다. 신비롭고 경이로운 곳을 발견하려는 탐사에 나선 젊은 고고학자를 묘사했다. 그림에서 숨겨진 비밀을 발견한 후 그녀는 선도옹 동굴의 경이로움에 넋을 잃고 꽝빈성이 목적지임을 알게 된다.

## 갤러리

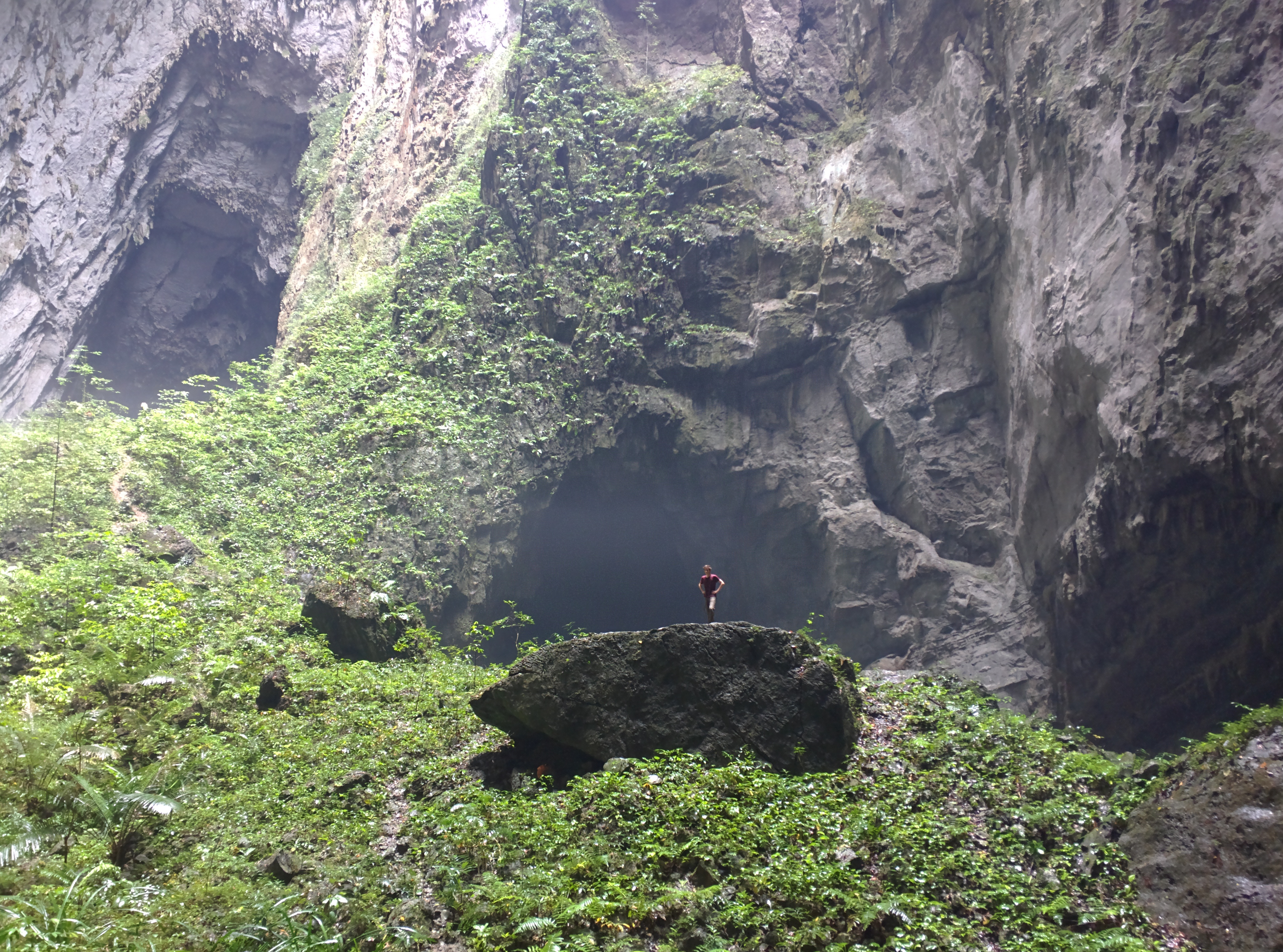
선도옹 동굴 돌리네
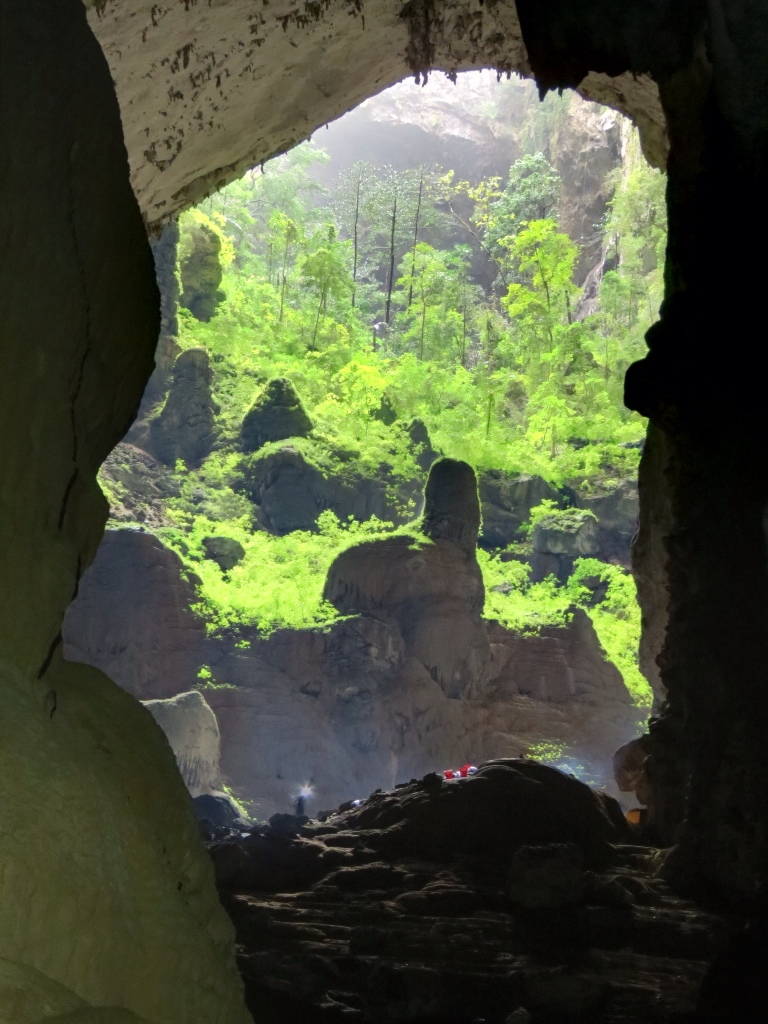
동굴의 입구를 찍은 장면, 돌리네 속의 열대우림을 보여준다.
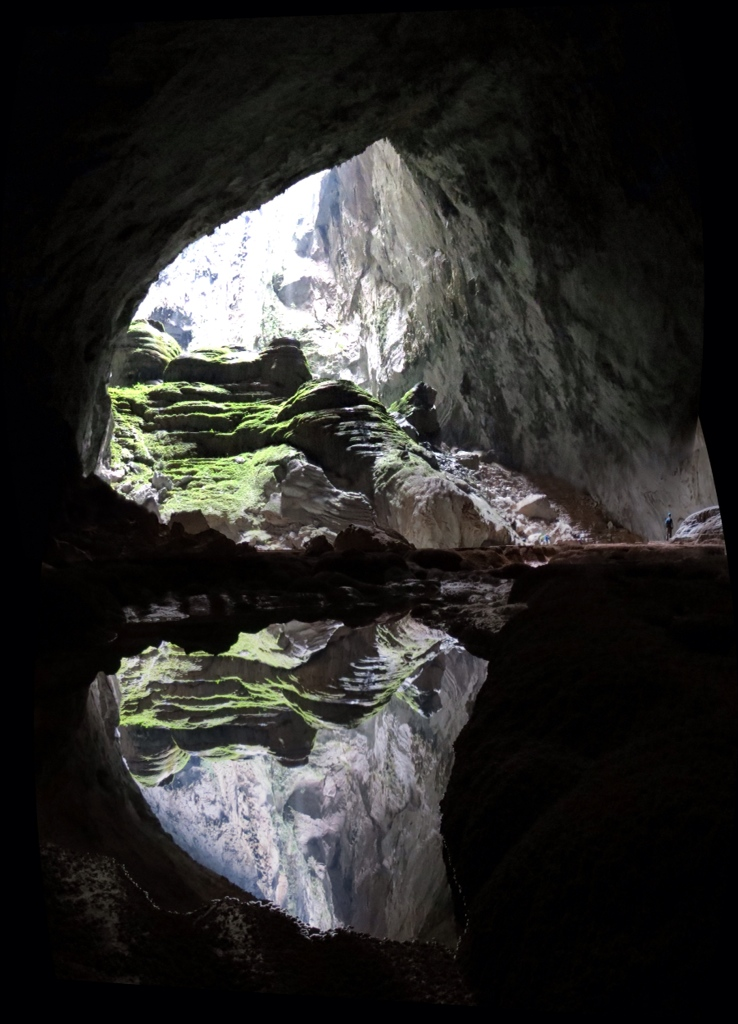
더 안쪽의 물웅덩이
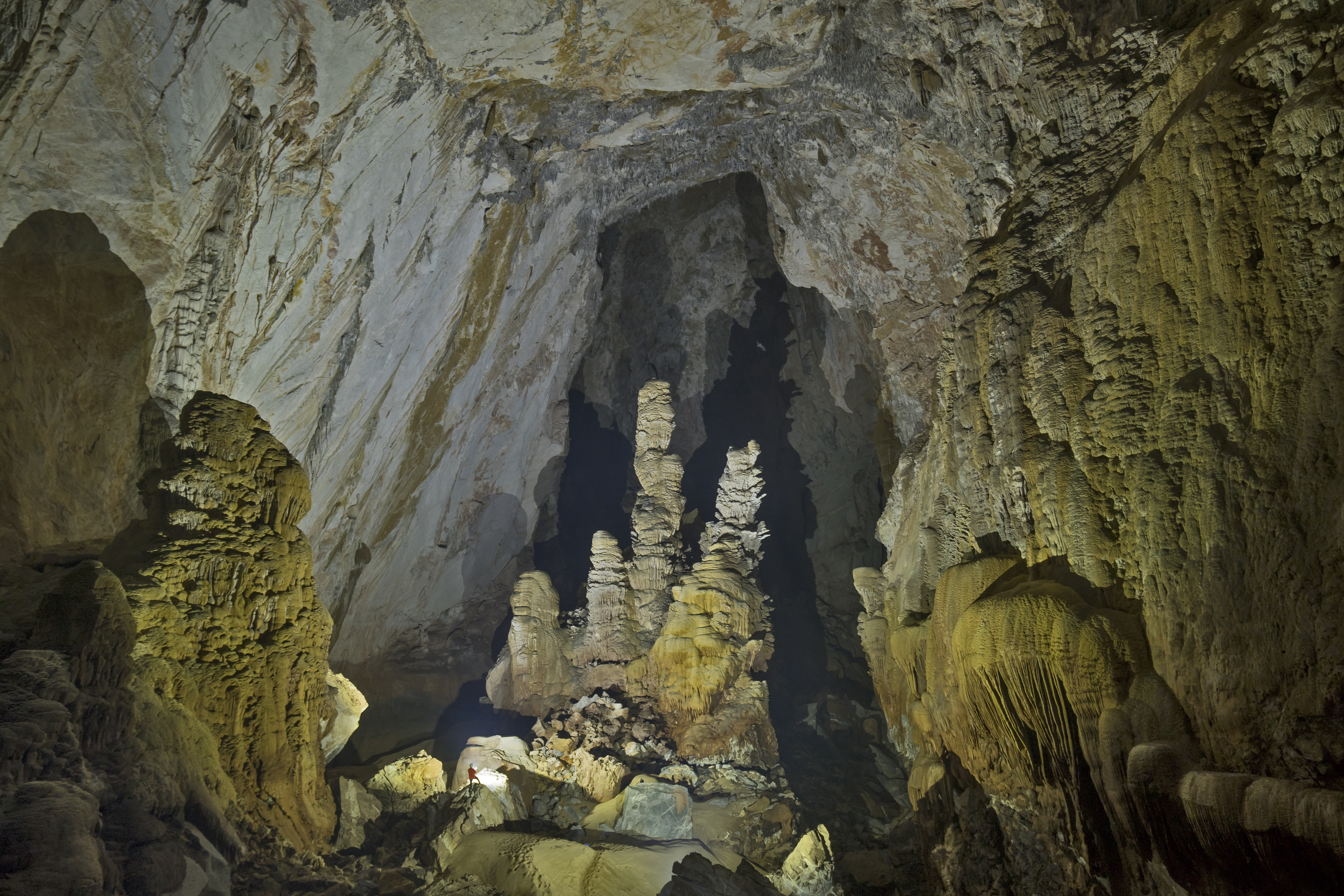
베트남 선도옹 동굴의 통로에 있는 큰 종유석. 가장 높은 것은 70m
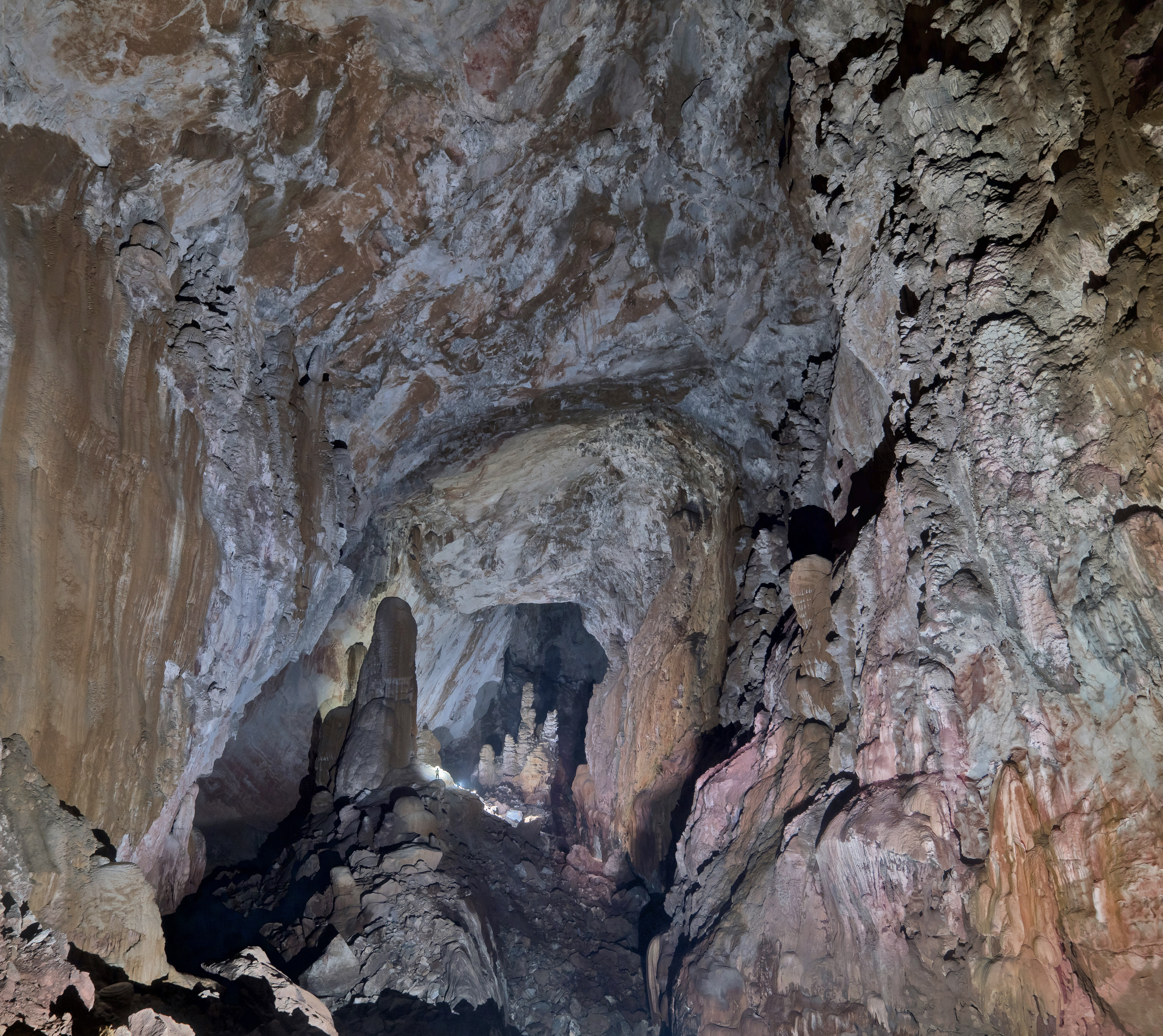
선도옹 동굴에 있는 대형 종유석. 이곳은 세계 최대의 단면적을 가지고 있다.
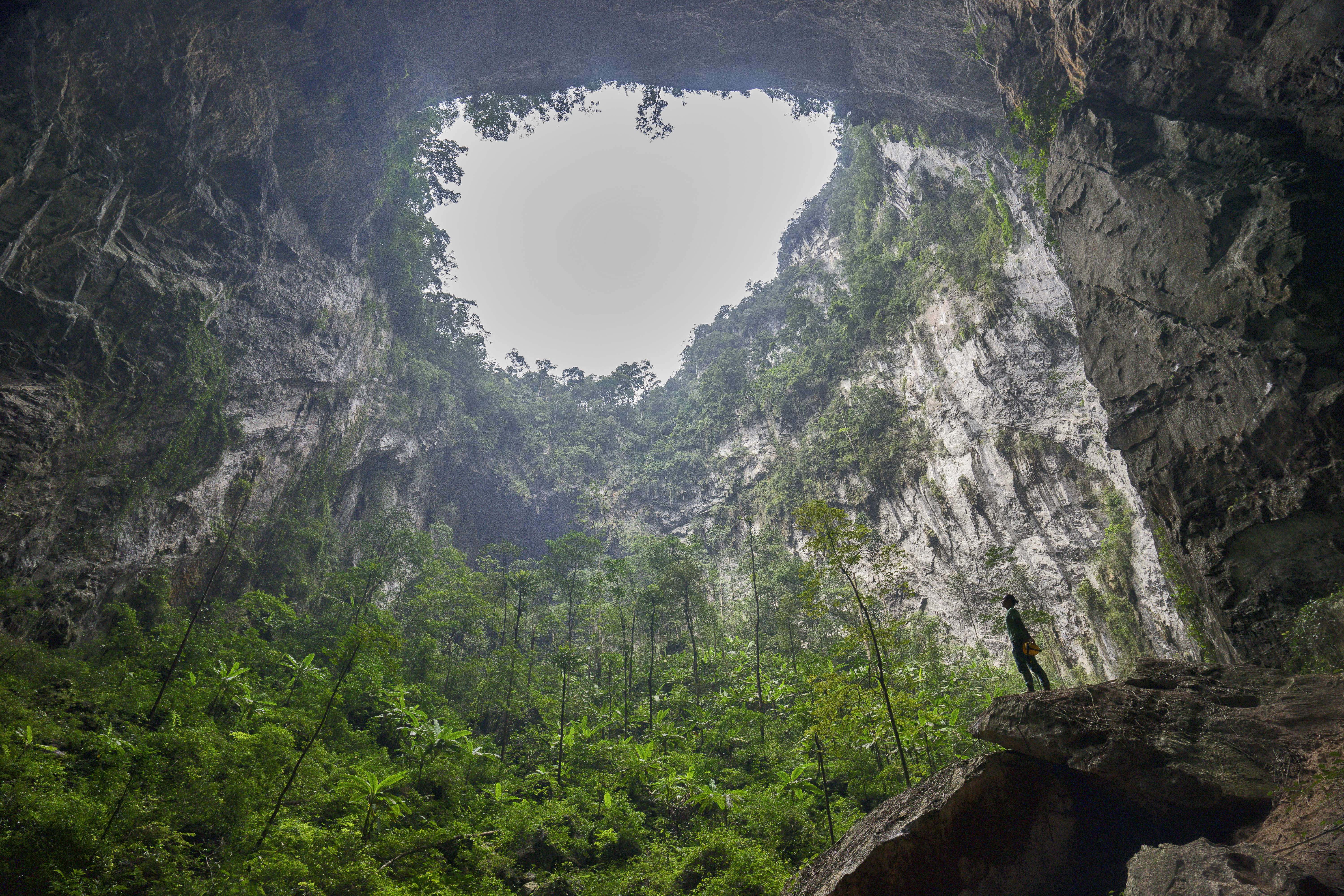
선도옹 동굴의 거대한 두 번째 돌리네는 너무 커서 나무들이 안에서 자란다.

## 같이 보기
- 퐁냐께방 국립공원
- 퐁냐 동굴
- 엔 동굴
- 티엔드엉 동굴